# Junioren-Weltmeisterschaften im Rudern 2022

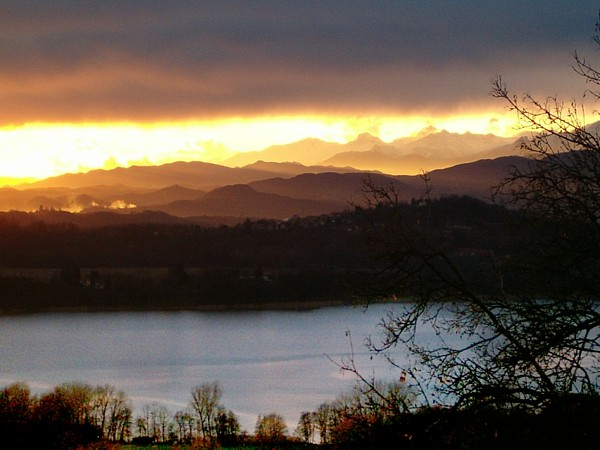
Lago di Varese

Die Junioren-Weltmeisterschaften im Rudern 2022 fanden vom 27. bis 31. Juli 2022 in Varese in Italien statt. Die Wettbewerbe wurden auf dem Lago di Varese über die olympische Wettkampfdistanz von 2000 Metern ausgetragen.
2022 fanden die Junioren-Weltmeisterschaften zusammen mit den U23-Weltmeisterschaften statt.
Am 29. April 2022 gab die Fisa bekannt, dass die U23-Weltmeisterschaften durchgeführt werden können. Das inzwischen bewährte Konzept zur Durchführung von Regatten, dass zwischen dem Weltruderverband und der Weltgesundheitsorganisation abgestimmt wurde, kann in Absprache mit dem Organisationskomitee, der Stadt und dem Gesundheitsministerium erfolgreich umgesetzt werden und auch die aktuelle Entwicklung der COVID-19-Pandemie lässt eine Durchführung des Wettbewerbes zu.
Die Organisatoren sind sehr erfahren in der Durchführung von internationalen Ruderregatten. Unter anderem fanden hier die Ruder-Europameisterschaften 2012 und die Ruder-Europameisterschaften 2021 statt. Außerdem wurde in Varese die U23-Weltmeisterschaften im Rudern 2014 durchgeführt. Zuletzt wurden die Junioren-Europameisterschaften 2022 hier ausgetragen, zusätzlich war der Lago di Varese mehrmals Schauplatz von Regatten des Ruder-Weltcups.
Bei den Meisterschaften wurden 14 Wettbewerbe ausgetragen, davon jeweils sieben für Jungen und Mädchen.
Teilnahmeberechtigt war eine Mannschaft je Wettbewerbsklasse aus allen Mitgliedsverbänden des Weltruderverbandes. Eine Qualifikationsregatta existierte nicht.

## Ergebnisse
Hier sind die Medaillengewinner aus den A-Finals aufgelistet. Diese waren mit sechs Booten besetzt, die sich über Vor- und Hoffnungsläufe sowie Viertel- und Halbfinals für das Finale qualifizieren mussten. Die Streckenlänge betrug in allen Läufen 2000 Meter.

### Junioren
| Bootsklasse                   | Gold | Gold    | Silber | Silber  | Bronze | Bronze  |
| ----------------------------- | --- | ------- | --- | ------- | --- | ------- |
| Einer (JM1x)                  | Italien Marco Prati | 6:50,41 | Deutschland Cornelius Conrad | 7:01,09 | Slowakei Peter Strecansky | 7:02,12 |
| Doppelzweier (JM2x)           | Deutschland Ole Hanack Jakob Geyer | 6:21,52 | Türkei Ahmet Ali Kabadayı Halil Kaan Köroğlu | 6:22,97 | Italien Marco Dri Marco Selva | 6:24,42 |
| Doppelvierer (JM4x)           | Tschechien Tomáš Panchártek Kryštof Janáč Jakub Sprinzl Ondrej Pecival                                                                       | 5:50,83 | Italien Stefano Solano Maichol Brambilla Matteo Belgeri Marco Gandola | 5:51,19 | Griechenland Panagiotis Adam Apostolos Lykomitros Nikolaos Cholopoulos Dimitrios Papazoglou                                                      | 5:53,18 |
| Zweier ohne Steuermann (JM2-) | Serbien Mihajlo Dedić Nemanja Luledžija | 6:29,64 | Slowenien Arne Završnik Jakob Brglez | 6:31,97 | Deutschland Vinzent Kuhn Kieran Holthues | 6:35,07 |
| Vierer ohne Steuermann (JM4-) | Vereinigtes Königreich Saxon Stacey Cameron Tasker Joshua Brangan Alexander Forbes                                                           | 5:56,81 | Dänemark Simon Mikkelsen Christian Søndergaard Elias Andersen Tobias Kramer Bosnes                                                                                        | 6:01,84 | Rumänien Cosmin Iulian Pleșescu Eduard Angel Moldovan Nicolae Răzvan Stoian Marian Ștefan Dunca                                                  | 6:03,19 |
| Vierer mit Steuermann (JM4+)  | Australien Brandon Smith Oliver St Pierre Joseph Lynch Joshua Wilson Ryder Taylor (Stm.)                                                     | 6:12,91 | Italien Santo Zaffiro Nicola Mancini Jacopo Sartori Giulio Zuccala Lorenzo Lanchi (Stm.)                                                                                  | 6:13,44 | Türkei Alper Şevket Eren Cevdet Ege Mutlu Eren Akbaş Yasin Şen Ege Büyükçetin (Stm.)                                                             | 6:15,10 |
| Achter (JM8+)                 | Deutschland Tom Hesse Johannes Benien Carl Sgonina Tobias Strangemann Moritz Müller Aaron Fuchs Leonhard Goez Paul Stern Lina Mistera (Stf.) | 5:33,43 | Vereinigtes Königreich Matthew Johnston Thomas Griffin Hylton Harvey Zachary Day Maximilian Peel Jake Edward Birch Benjamin Lundie Joseph Olagundoye James Trotman (Stm.) | 5:35,36 | Vereinigte Staaten Andrew Cavanaugh Davis Kelly Luke Smith Travis O'Neil Jordan Dykema Owen Finnerty Kian Aminian John Patton Adam Casler (Stm.) | 5:38,17 |

### Juniorinnen
| Bootsklasse                   | Gold | Gold    | Silber | Silber  | Bronze | Bronze  |
| ----------------------------- | --- | ------- | --- | ------- | --- | ------- |
| Einer (JW1x)                  | Griechenland Aikaterini Gkogkou | 7:35,64 | Italien Aurora Spirito | 7:41,09 | Schweiz Lina Kühn | 7:41,91 |
| Doppelzweier (JW2x)           | Griechenland Sofia Dalidou Styliani Natsioula | 6:57,40 | Italien Angelica Erpini Francesca Rubeo | 7:02,60 | Deutschland Paula Lutz Helena Brenke | 7:03,15 |
| Doppelvierer (JW4x)           | Rumänien Andreea Todorica Iulia Valentina Nedelcu Delia Mirabela Gradinaciuc Ana-Maria Matran                                                                        | 6:29,50 | Deutschland Sandrine Bartos Marlene Zukunft Lea Berkemeyer Charlotte Luster                                                                                                  | 6:32,53 | Vereinigtes Königreich Alice McCarthy Laura Burton Megan Knight Matilda Drewett                                                                                | 6:33,54 |
| Zweier ohne Steuerfrau (JW2-) | Griechenland Ioanna Asvesta Elisavet Ira Argyraki | 7:16,95 | Italien Sofia Naselli Martina Scarpello | 7:17,45 | Deutschland Lilian Albrecht Leni Kötitz | 7:26,40 |
| Vierer ohne Steuerfrau (JW4-) | Italien Giorgia Sciattella Lucrezia Monaci Benedetta Pahor Elisa Grisoni                                                                                             | 6:32,76 | Rumänien Iuliana Isabela Boldea Elena Silvia Mocanu Andreea Nicoleta Dinu Valentina Amalia Azoiței                                                                           | 6:33,63 | Frankreich Lea Herscovici Caroline Lagarde Léontine Fouquet Jeanne Sellier                                                                                     | 6:35,64 |
| Vierer mit Steuerfrau (JW4+)  | Vereinigte Staaten Ella Wheeler Annika Jeffery Lindsey Brail Sophia Greco Ella Casano (Stf.)                                                                         | 6:52,84 | Italien Isabella Bianchi Caterina Monteggia Emma Cuzzocrea Alice Pettinari Margherita Fanchi (Stf.)                                                                          | 6:55,09 | Rumänien Narcisa-Florentina Negura Andreea Petras Beatrice Piseru Georgiana Blanariu Irina Lucia Andreea Despa (Stf.)                                          | 6:55,78 |
| Achter (JW8+)                 | Vereinigte Staaten Eugenia Rodriguez-Vazquez Lily Pember Sarah Bradford Quincy Stone Eleanor Bijeau Phoebe Wise Sofia Simone Nora Goodwillie Frances McKenzie (Stf.) | 6:12,16 | Vereinigtes Königreich Megan Johnston Isla Bathgate Isla Wilding Annalisa Janss Alice Baker Isabel Llabres Diaz Madeleine Greenstock Martha Shepherd Sophie Wrightson (Stf.) | 6:14,57 | Deutschland Leonie Ristow Celina Grunwald Tjorven Schneider Lilly Waske Janina Kröber Florentina Riffel Isabell Heine Michelle Lebahn Emma Lauri Mehner (Stf.) | 6:15,05 |

## Medaillenspiegel
| Platz | Land                   | Gold | Silber | Bronze | Gesamt |
| ----- | ---------------------- | ---- | ------ | ------ | ------ |
| 1     | Griechenland           | 3    |        | 1      | 4      |
| 2     | Italien                | 2    | 6      | 1      | 9      |
| 3     | Deutschland            | 2    | 2      | 4      | 8      |
| 4     | Vereinigte Staaten     | 2    |        | 1      | 3      |
| 5     | Vereinigtes Königreich | 1    | 2      | 1      | 4      |
| 6     | Rumänien               | 1    | 1      | 2      | 4      |
| 7     | Australien             | 1    |        |        | 1      |
| 7     | Serbien                | 1    |        |        | 1      |
| 7     | Tschechien             | 1    |        |        | 1      |
| 10    | Türkei                 |      | 1      | 1      | 2      |
| 11    | Dänemark               |      | 1      |        | 1      |
| 11    | Slowenien              |      | 1      |        | 1      |
| 13    | Frankreich             |      |        | 1      | 1      |
| 13    | Schweiz                |      |        | 1      | 1      |
| 13    | Slowenien              |      |        | 1      | 1      |
| Summe | Summe                  | 14   | 14     | 14     | 42     |